# 톡 피신 위키백과

톡 피신 위키백과는 톡 피신으로 운영되는 위키백과 언어판이다. 2004년 4월 4일에 시작되었다. 기호는 tpi이다.